# Palaestra violacea
Palaestra violacea es una especie de coleóptero de la familia Meloidae.

## Distribución geográfica
Habita en Australia.